# Сементовский, Александр Максимович
 Александр Максимович Сементовский-Курилло (Сементовский-Курило) (1821, Червоногорка, Полтавская губерния — 1893, Лепельский уезд, Витебская губерния) — писатель, археолог, историк, краевед, этнограф, экономист в области статистики.

## Биография
Родился в августе 1821 года в семье полтавского дворянина, врача Максима Филипповича Сементовского Курил(л)о. Имел двух братьев: младшего Николая и старшего Константина. По окончании курса в лицее в 1840 году Александр Максимович Сементовский вступил в службу в драгунский Его Императорского Высочества Великого Князя Михаила Павловича полк, где 31 августа 1841 года произведен в прапорщики с переводом в новороссийский 3-й драгунский полк. В 1842 году Сементовский оставил службу по причине недовольства ею и переехал в родительское имение.
В 1843 году вернулся на государственную службу — был определён лесничим Звенигородского лесничества Киевской губернии. В лесном ведомстве Сементовский прослужил 24 года, занимая должности сначала лесничего, потом лесного ревизора в Подольской губернии и наконец Витебского губернского лесничего.
Исправно неся службу, Сементовский не упускал случая и возможности заниматься литературой и наукой, преимущественно в практически-реальном направлении. Во время службы в Киеве с 1849 года по 1859 год он устроил при бывшей Киевской палате государственных имуществ кабинет естественных произведений края. На первой Киевской сельскохозяйственной выставке в 1852 году он был ближайшим распорядителем и непосредственно от себя выставил на ней коллекцию местных минералов, и в том числе открытый им в казенной Екатеринопольской даче Звенигородского уезда лигнит, за что был награждён похвальным листом. В газетах «Губернских ведомостях», «Киевском Телеграфе», «Трудах имперского Вольного Экономического Общества», «Экономист» и «С.-Петербургских Ведомостях» Сементовский опубликовал множество статей по лесному и сельскому хозяйству. В течение 1860 года, во время службы в звании лесного ревизора Подольской губернии, Сементовский написал «Историю города Каменец-Подольска», изданную в 1865 году на страницах журнала «Исторические и практические сведений о России», а потом в 1880 году в извлечении в «Сборнике сведений о Подольской губернии».
После назначения должность губернского лесничего Сементовский вынужден был переехать из Каменец-Подольска в Витебск. Во время поездки он посетил Почаевскую лавру, собрал много интересных письменных, печатных и устных сведений, послуживших ему материалом для составления довольно объёмного описания обители, позже изданного в журнале «Всемирный Труд» в извлечении и «Сборнике в память первого русского статистического съезда 1870 года» полностью. С переводом Сементовского в Витебск его деятельность научная и литературная получила новое направление и стала более активной.
В 1863 году он был избран на должность секретаря Витебского статистического комитета. В это же время ему была вверена редакция неофициальной части местных губернских ведомостей. Сементовский был на хорошем счету у руководителей Северо-Западного края, в том числе его поддерживали графы Михаил Николаевич Муравьев и Эдуард Трофимович Барановым, генерал-адъютанты Константин Петрович Кауфман и Александр Львович Потапов. Согласно белорусскому исследователю В. К. Бондарчику, хотя действительной целью назначения Сементовского на должность была русификация края, к местному населению он относился уважительно.
В это время под редакцией Сементовскиго были изданы «Памятные книжки» Витебской губернии и Виленского генерал-губернаторства, украшенные им множеством политипажей, портретов и карт. О качестве и значении работы Сементовского свидетельствует опубликованная в 32 номере «Виленского вестника» за 1869 год статья «Витебские Губернские Ведомости за 1868 год», в которой говорится: «В ряду губернских ведомостей и статистических комитетов, „Витебским Ведомостям“ и комитету принадлежит первое место в северо-западной и одно из видных мест в остальной России. Этим первенствующим положением между своими собратьями „Витебские ведомости“ и комитет обязаны деятельности А. М. Сементовского, а также содействию М. Ф. Кущинского, А. М. Сазонова и некоторых других витебцев, составляющих хотя малый, но просвещенный кружок людей, серьёзно преданных науке. Деятельность его при самых скудных средствах, плоды обильные количеством и качеством, отрадны и поучительны, тем более, что витебский кружок не получает ни тысячных окладов жалованья, ни особых сумм и пособий на издания, как это видим в некоторых ученых учреждениях».
В качестве признания заслуг в 1862 году Сементовский был избран членом-сотрудником Вольного экономического общества, в 1863 году членом-сотрудником Русского географического общества, в 1864 году членом-корреспондентом Московского археологического общества, а в 1867 году корреспондентом Российского общества покровительства животных.
В 1868 году Александр Максимович был назначен запасным лесничим с командированием в звании начальника таксационной партии в Новгородскую губернию. Сементовский отказался покидать Витебск и поступил сперва в распоряжение виленского генерал-губернатора Потапова, а потом в Министерство внутренних дел, где и состоял по 28 октября 1880 года. В это время Сементовский продолжил свою статическую деятельность, до середины 1879 года занимал должность директора витебского детского приюта, а со 2 июля 1875 года состоял полоцким почетным мировым судьей. В 1869, 1870 и в 1871 годах Сементовский участвовал в трёх статистических съездах: двух в Вильне и одном в Санкт-Петербурге. Итогом первого съезда было составление Сементовским «Статистического атласа Витебской губернии» из 12 карт (из-за недостатка средств атлас издан не был), Петербургского — издание сборника в память первого русского статистического съезда.
Степень участия Сементовского во втором Виленском съезде, организованного северо-западным отделом Русского географического общества, видна из протоколов съезда, изданных в 1874 году в Вильне. Одним из итогов этого съезда было издание Сементовским брошюры «О мерах и весе, употребляемых в Витебской губернии». В качестве депутата статистического комитета Сементовский принимал участие и в Московской этнографической выставке.

## Хронология публикации работ
- 1845 — появляются в печати первые работы Сементовского А. М. Очерки малороссийской демонологии // Киевские губернские ведомости. 1845. Прибавление к № 13. С. 91-93. Прибавление к № 14. С. 98-100. Прибавление к № 15….
- 1851 г. А. М. Сементовский издал «Малоруссийские и галицкие загадки». А. М. Сементовский. Киев.
- 1851 г. -Первый отдельный сборник «Малороссийские и галицкие загадки» стр.44, подготовил к изданию заключил и выдал в 1851 г. в Киеве А. М. Сементовский. Сюда вошло 380 загадок, а в дополненном издании «Малороссийские загадки» (Спб., 1872) их насчитывалось 475. Материал /загадки/ к этому изданию подготовил его брат Константин Максимович Сементовский.
- 1858 г.-Сементовский А. М., печатает статью «Торговля лесными материалами и изделиями в Киеве» −1858, стр. 48. Статья была напечатана в журнале «Экономист», Киев, 1858 г. т.1, кн.2.
- 1860 г. Сементовский А. М., во время службы лесным ревизором в Подольской губернии, пишет «Историю города Каменец-Подольска», которую опубликовал в 1865 году в журнале «Исторических и практических сведений о России», а потом в извлечении, в «Сборнике сведений о Подольской губернии 1880 году.»
- 1860 г.- Сементовский А. М. проездом из Каменец-Подольска в г. Витебск, по случаю назначения на должность губернского лесничего, Сементовский посетил лавру Почаевскую, где прожил несколько дней, в течение которых собрал много интересных письменных, печатных, и устных сведений, послуживших ему материалом для составления довольно объемного описания этой обители, напечатанного впоследствии в извлечении в журнале «Всемирный труд», а в полном объёме в «Сборнике в память первого русского статистического съезда.» 1870 г.
- 1862 г.- Сементовский А.М .[Сементовський О. М.] опубликовал статью «Каменец-Подольский» — Архив исторических и практических сведений, относящихся к России, 1862 г., т. 4, с. 1 — 78.
- 1862 г.- Сементовский А. М., «Статистическое описание Витебской губернии в лесном отношении» стр.104- составленное исполняющего дела витебского губернского лесничего, соч. Корпуса лесничих, капитаном Сементовским — ценз. 1862 Статья была опубликована в журнале "Труды Вольного экономического общества"СПб., август, сентябрь, октябрь 1862 г.
- 1862 г. — Сементовский А.М публикует статью «Описание Витебской губернии в лесном отношении» (1862)
- 1862 г. — Сементовский А.М публикует статью «Историческая записка о панцирных боярах Витебской губернии».
- 1863 г.-Сементовский А. М., публикует статью «Заметки для археолога» в неофициальной части № 44 «Витебских губернских ведомостей» 1863 г.
- 1863 г.-Сементовский А. М., публикует статью «Охота и звериные промыслы в Витебской губернии» — ценз. 1863, стр.24, [Соч.] статья напечатана в журнале «Труды вольного экономического общества»-август 1863 г. [Санкт-Петербург] : типография товарищества «Обществ. польза», ценз. 1863 г.
- 1863 г.- Сементовский А. М. [ Сементовський О. М.] публикует статью Зиньковский замок. — Киевский телеграф, 1863 г., № 24, 65, 66.
- 1863 г.- Сементовский А.М составляет и редактирует «Памятную книжку Витебской губернии на 1863 год». Стр.642.
- 1863 г.-Сементовский А. М., «Практическое руководство к устройству смоло-скипидарных и дегтярно-уксусных заводов» — 1863, стр.67. статья напечатана в журнале «Труды вольного экономического общества»- 1863 г.
- 1864 г.-Сементовский А. М., «Витебские уездные города Витебской губернии» (СПб.,1864),
- 1864 г.- Сементовский А. М. подготовил и опубликовал «Памятную книжку Витебской губернии на 1864 год», стр.415. В этой книжке он опубликовал две статьи собственного сочинения «Витебск, исторический очерк», стр.74 и «Историко-статистические сведения», стр.62, где в первой статье дал исторический очерк о Витебске, считая его одним из «древних» городов русских", описал события, связанные с утверждением в 1778 г. плана города Витебска и герба города Витебска в 1781 г., войны 1812 г. и распространением холеры в 1831 г. Во второй статье — дал подробные историко-статистические сведения о всех уездных городах Витебской губернии с рисунками и чертежами.
- 1864 г.- Сементовский А. М. подготовил работы «Статистический очерк Витебска» и «Синельно-набойное производство в г. Витебске»
- 1865 г.- Сементовский А. М. публикует «История города Каменец-Подольска»
- 1865 г. Сементовский А.М составляет и редактирует «Памятную книжку Витебской губернии на 1865 год», стр.346, стр.117, стр.230. В части 1 Сементовский публикует статью « Витебск. Статистический очерк», глава 6 «Нравственность и благотворительность», где рассмотрены виды благотворительности, деятельность благотворительных обществ, багадельни [с. 223—235].
- 1866 г.- Сементовский А.М составляет и редактирует «Памятную книжку Витебской губернии на 1866 год». Ч.1 стр. 218, Ч.2 стр.144. В этой памятной книжке А. М. Сементовский публикует статью «Велижский замок»
- 1866 г. — Сементовский А. М. составляет и редактирует «Памятную книжку Витебской губернии на 1866 год». Витебск. [ Сементовский А. М. Полотский Борисоглебский монастырь. — Сементовский А. М. Тадуленский Свято-Успенский монастырь. — Велижское благочиние (историко-статистическое описание)].
- 1867 г. — Сементовский А. М. составляет и редактирует «Памятную книжку Витебской губернии на 1867 год». Витебск, СПб., 1867.Стр.319, [Сементовский А. М.написал статью «Памятники старины Витебской губернии» с рисунками].
- 1867 г.- Сементовский А.М публикует «Памятники старины Витебской губернии». СПБ, 1867. Стр. 74. / Сочинение А. М. Сементовского, секретаря Витебской губернии статистического комитета…/. Санкт-Петербург : типография К. Вульфа, 1867. В этой книге статьи Сементовского: «Памятники старины Витебской губернии»; «О ярмарках Витебской губернии».
- 1868 г. — Сементовский А.М составляет и редактирует "Адрес-календарь Виленского генерал-губернаторства… " Санкт-Петербург : Витебск, статистический комитет, 1868
- 1868 г.- Сементовский А. М. составляет и редактирует «Памятную книжку Витебской губернии на 1868 год». Витебск, 1868. [Сементовский А. М. Краткие исторические сведения о губернских городах Виленского генерал-губернаторства; Сементовский А. М. Историческая записка о панцирных боярах Витебской губ. ].
- 1869 г.- Сементовский А. М. участвует в статистическом съезде, проходившем в Вильно. По результатам съезда Сементовский А. М. составил «Статистический атлас Витебской губернии, состоящий из 12 карт.
- 1869 г. — Сементовский А. М. опубликовал статью „Витебские губернские ведомости за 1868 год“ в „Виленском вестнике“ № 32 за 1869 год.
- 1869 г.- Сементовский А.М составляет и редактирует „Памятную книжку Витебской губернии на 1869 год.“ Стр.180.
- 1869 г. — Сементовский А. М. составляет и редактирует „Статистический атлас Витебской губернии“ (1869 г.)
- 1870 г.- Сементовский А. М. опубликовал „История Почаевской Лавры“ Успенская Почаевская лавра (Почаївська лавра) — православный монастырь (лавра) в Почаеве (Тернопольская область). Крупнейшая православная святыня на Волыни и второй, после Киево-Печерской лавры, монастырь на Украине.
- 1871 г. — Сементовский А. М. опубликовал „Художественно-археологическая выставка в г. Витебске.“ Витебск, 1871 год, 40 стр., 4 листа илл.
- 1872 г.- Сементовский А. М., „Малорусские загадки“ — 1872 Стр. 103. Санкт-Петербург : типография М. Хана, 1872
- 1872 г.- Сементовский А. М. „Сборник в память I-го русского статистического съезда“ /Составил А. М. Сементовский. СПб., 1872. IV , XXV , 579 с., 2 л. Таблиц и карт. Санкт-Петербург : типография М. Хана, 1872

В сборнике Сементовский А. М. опубликовал:
- - Заметка о I -м русском статистическом съезде.
  - „Почаевская лавра“ стр. 45.
  - Гидрографический обзор Витебской губернии.
  - Этнографический обзор Витебской губернии (стр.69, с картою и рис.).
  - Малорусские загадки. В предисловии к „Этнографическому обзору Витебской губернии“ .

Сементовский А. М. писал: „Никогда этнография как наука не обращала на себя столько внимания ученых и вообще образованных людей, как во второй половине текущего столетия, когда к делам государственной политики присоединился сложный вопрос о национальности“. Сборник в память Первого русского статистического съезда 1870 г. составлен А. М. Сементовским, членом-сотрудником императорских Обществ: Русского географического и Вольного экономического, членом-корреспондентом Московского археологического общества и секретарем Витебского губернского статистического комитета. Издан на средства Витебского статистического комитета. Спб., тип. Хана, 1872. XXXVII, 579 с.
- 1874 г. Сементовский А. М. опубликовал „О мерах и весе, употребляемых народом Витебской губернии“. Стр.19. Витебск, Витебский статистический комитет, 1874.
- 1878 г. — Сементовский А. М. опубликовал „О мерах и весе, которые используются сейчас и уживались в старые годы в Витебской губернии“ (1878) в работе он охарактеризовал 53 меры веса и подчеркивал важность изучения таких единиц народной метрологии для исследования быта народа.
- 1878 г. — Сементовский А. М. составляет и редактирует „Памятную книжку Витебской губернии на 1878 год“. Витебск, 1878. стр.416 (Сементовский А. М. является автором следующих статей: 1. „Краткая летопись событий, влиявших на судьбу Витебской губернии“. 11 стр.; 2. „Полоцк, историко-статистический очерк“, 39 стр.»; 3. «Полоцкая Софийская церковь», 44 стр.; 4. «Вес», 5стр; 5. «О мерах и весе», 11 стр.; 6. «Убытки населения Витебской губернии от волков», 27 стр.; 7. «Сведения о числе молодых людей, призывавшихся к исполнению воинской повинности в 1874, 5 и 6 годах по Витебской губернии», 11 стр.; 8. «Перепись лошадей Витебской губернии в 1876 году, для исполнения населением военно-конской повинности», стр. 28)
- 1881 г. — Сементовский А.М составляет и редактирует «Памятную книжку Витебской губернии на 1881 год», стр. 221, стр. 176. Сементовский А. М. является автором статьи-«Беглый статистический очерк природы и населения Витебской губернии».
- 1882 г. Сементовский А.М составляет и редактирует «Памятную книжку Витебской губернии на 1882 год», Стр. 260.
- 1887 г. Сементовский А.М публикует «Памятники старины Витебской губернии», с рисунками и картой (СПб., 1887)
- 1889 г. — Сементовский А.М публикует статью «Вновь открытая в Полоцком уезде на берегу реки Ушачи группа древних курганов», Витебские губернские ведомости, 1889г, № 60.
- 1890 г.- Сементовский А. М. издал книгу «Белорусские древности», Вып. 1. СПб. изданные — 137 с. где даны сведения о памятниках белорусской старины Витебской губернии, отлично иллюстрированное издание (со 106 изображениями разных предметов древности в тексте и литографическим приложением) В предлагаемом сочинении собраны сведения о памятниках старины белорусских губерний Российской империи. Отдельные главы книги посвящены: 1) земляным памятникам Витебской губернии; 2) замкам и замковищам; 3) находкам вне курганов и вообще земляных насыпей; 4) памятникам каменного века; 5) камням с древними надписями; 6) древним храмам Витебской губернии; 7) древним церковным предметам. Как замечено автором в предисловии: «В таком виде наше сочинение может, кажется, не только удовлетворить любознательности читателя, но и послужить указателем для будущего исследователю белорусской старины». Санкт-Петербург : типо-литография Н. Стефанова, 1890
- 1890 год Сементовским А. М. под редакцией витебского губернатора князя В. М. Долгорукого была издана книга «Витебская губерния, историко-географический и статистический обзор, история, природа, население, просвещение»

## Награды
- Орден Святого Станислава 2-й степени.
- Орден Святой Анны 2-й и 3-й степени.
- Орден Святого Владимира 4-й степени.
- Знак Святой Нины 4-й степени.

## Семья
- Отец — Сементовский-Курилло Максим Филиппович, дворянин, помещик — землевладелец, статский советник, штаб-лекарь, врач Полтавской губернии, /род.1786 г.-ум.1875 г./ Сементовскому-Курилло М. Ф. 21 марта 1830 года был пожалован диплом с гербом на дворянское достоинство.
- Старший брат —  Сементовский Николай Максимович — Украинский известный писатель, историк-краевед, этнограф, родился 18 февраля 1819 года — умер 24 октября 1879 года. Похоронили Сементовского Николая Максимовича в селе Ирклиев у церкви, рядом с родителями.
- Младший брат —  Сементовский Константин Максимович — действительный статский советник, производитель дел Комиссии Прошений (канцелярия по принятию прошений при императоре), украинский исследователь истории, этнографии и фольклора, домовладелец.
- Жена — Сементовская Ефросинья Павловна, урождённая Доливо-Добровольская. (Род. в 1837 году /примерно/- ум. в 1918 год, Лепельский уезд, имение Рожанщина), бракосочетание состоялось в 1855 году /примерно/.
- Дочь — Сементовская Зинаида Александровна, (род. в 1856 г. в Киевской губернии- ум. в 19?? г.).
- Дочь — Сементовская Мария Александровна, (род. в 1858 г. в Киевской губернии — ум. 1??? г.).
- Дочь — Сементовская Вера Александровна, (род. в 1860 г. — ум. в 1952/3/ г. в Ленинграде).
- Сын — Сементовский Борис Александрович, (род. 10 апреля 1868 г. в Витебске — ум. 19?? г.), дворянин, землевладелец, коллежский регистратор: Сементовский Б. А. в 1888 году /примерно/ закончил Петровскую земледельческую академию (Московская сельскохозяйственная академия имени К. А. Тимирязева).
- Сын — Сементовский Сергей Александрович, (род. в 1864 г. в Витебске — ум. 1939 г. в Туапсе), дворянин, землевладелец, хозяин картонной фабрики, закончил военную службу, в 1891 году, в чине Штаб-Ротмистр Полковой адъютант. Сементовский С. А. женился на Феттинг Елене Александровне, дочери Феттинг, Александра Петровича